# Kanton Montceau-les-Mines
Montceau-les-Mines is een kanton van het Franse departement Saône-et-Loire. Het kanton maakt deel uit van de arrondissementen Chalon-sur-Saône en Autun.  

Het telt 18.985 inwoners in 2018.

Het kanton werd gevormd ingevolge het decreet van 18  februari 2014 met uitwerking op 22 maart 2015.

## Gemeenten
Het kanton Montceau-les-Mines omvat volgende gemeenten: 
- Montceau-les-Mines
- Saint-Berain-sous-Sanvignes